# 地方の時代映像祭
『「地方の時代」映像祭』（ちほうのじだい・えいぞうさい）は、1980年から、日本放送協会（NHK）、日本民間放送連盟（民放連）、並びに開催地の各自治体が共同で主催する、地方文化を映し出した映像作品を対象としたコンクールである。

## 歴史

### 地方の時代の発想
そもそも「地方の時代」と呼ばれる社会思想は1970年代、神奈川県知事だった長洲一二を中心に提案されたもので、「中央集権的近代工業化」、即ち東京一極集中型の社会が社会の歪みを広げてしまい、戦後の人の復興を阻害しているということから、地方・地域を新しい視点で見つめなおそうということから、「地方の時代」を歴史的なキーワードとして、活性化させていこうという狙いの下にスタートした。

### 映像祭の発足
1980年、神奈川県と川崎市が共同で主催し、これにNHK、民放連と、各地方自治体が賛同し、テレビ番組を中心とした映像を通して地方文化の活性化の理念を具体化しようということで、第1回の「地方の時代映像祭」が行われた。第1回は全国から105作品の地方映像作品が展示されたが、第2回の1981年から、これらの作品を対象としたコンクール部門が新設されるようになった。

### 映像祭の拡大
この映像祭、第1回は前述のとおり105作品からスタートしたが、その後回を重ねるごとに応募作品が増え、実に4000以上の作品が出品されるようになり、各地の放送局や自治体などから、時代を語る地域文化を広く伝えるドキュメンタリーなどの映像作品が多数出品された。またこれらの作品は「小さな民が、歴史を作るという歴史観を展開した」（1987年、映像祭基調講演での鶴見和子によるスピーチから）という。これらは今の日本でどのように動いているかという時代背景と、小さな民、即ち一般市民が様々な困難を乗り越えて成長する人々の営み、表情、風景などを映像を通して記録するという意義が込められ、またそれを地球規模で世界的に様々な課題と向き合う「インターローカリズム」（1981年、映像祭基調講演での堀田善衛によるスピーチから）という精神にもつながっているといわれる。

### 開催地の遍歴
当初は基本的に川崎市を中心とした神奈川県で開催しつつ、北海道（札幌市中心）、長野県（長野市中心）、富山県（富山市中心）で各1回開催したのち、2003年から2006年は川越市を中心とした埼玉県、2007年以後は吹田市を中心とした大阪府で映像祭が開催されている。

## 映像コンクールの概要

### 出品
コンクールには「放送局部門」「ケーブルテレビ部門」「市民・学生・自治体部門」「高校生（中学生）部門」の4カテゴリーがあり、それぞれ規定期間（2015年度の大会は2014年7月16日から2015年7月15日の1年間）を対象として、地域の文化や地域の課題、時代をとらえた作品（放送局、ケーブルテレビの場合はドキュメンタリーや報道・情報番組、並びに各番組のシリーズ企画ものも含む）を対象とする。出品制限なし。放送局・ケーブルテレビの場合はコマーシャル（CM）は予めカットし、3秒程度黒味（映像・音声が一切入っていない状況の画面）で編集すること。出品料は放送局、ケーブルテレビ各2万円/1作品、市民・学生・自治体、高校生（中学生）は無料/1作品
出品作品は、ホームページで応募受付期間中にエントリー申請登録を済ませたうえで、DVDにコピーしたもの（4枚1組として。ただしHD画質、ブルーレイディスクで撮影したものはダウンコンバートしたものを焼き付けること）、またはデジタルビデオカセットテープ（6㎜テープ）のいずれかで、かつコピーガードをかけていないもの（審査などでコピー・ダビングしたうえで上映するため）、並びに作品の写真（作品そのものの場面や撮影風景など）、またあれば参加申込書と一緒に添付する解説書などの資料を各10部ずつ（提出は任意）を所定申込用紙、および放送局、ケーブルテレビからの応募の場合、各2万円/1作品とともに、所定宛先に送付・入金する。

### 審査
全部の応募作品を、まず東西2つの地域別で「1次審査」を行い、その通過作品により「2次審査」を行う。2次審査は作品をグループごとに視聴し、東西それぞれの合議制で「最終審査」（決勝）を行い、この最終審査で全審査員の合議に基づいて各賞を決定する。

#### 各賞
- グランプリ　全部門を通して1点　賞金100万円、賞状、トロフィー
- 部門賞　放送局、ケーブルテレビ、市民・学生・自治体、高校生の各部門ごとに優秀賞と選奨、奨励賞をそれぞれ数点選び、賞状、トロフィー、賞金・もしくは副賞記念品を贈呈する。また審査委員会が特に必要と認めた場合には特別賞、村木良彦賞、佐藤真賞などを用意している。

### グランプリ受賞作品一覧
年により複数受賞となったもの、あるいは該当作品がなかった年もあった
1. （コンクールなし　映像の展示のみ）
2. 下北能舞伝承（製作・青森放送）
3. 地底の葬列（北海道放送）、わが故郷は消えても（東海テレビ放送）
4. もうひとつの橋（山陽放送）
5. （該当作なし）
6. 絆～高校生とヒロシマ（NHK広島放送局）
7. 核と過疎　幌延町の選択（北海道放送）
8. 蒲田・町工場物語（NHK放送センター・放送総局）[5]
9. 風よ陽よ墓標に 人間解放と宗教の課題（NHK大阪放送局）
10. 市長の発言（長崎放送）
11. 大地の絆　～強制連行の48年～（九州朝日放送）
12. 豊かの島のごみ騒動（山陽放送）、風の骨～45年目の中国人強制連行事件～（秋田放送）
13. 映像90　伝える言葉～大阪府立柴島高校～	（毎日放送）
14. プルトニウム元年, ヒロシマから～日本が核大国になる…!?～（広島テレビ放送）
15. 母の肖像　アメリカ人ツヨシの戦後（テレビ長崎）
16. 原発に映る民主主義～巻町民25年目の選択～（新潟放送）
17. ETV特集・お父さんの鬚は痛かった～最後の回天特攻隊員の手記より～（NHK北九州放送局）
18. ドキュメントにっぽん・米はドンドン作ればいい～岩手・東和町長の挑戦～（NHK盛岡放送局）
19. （該当作なし）
20. クラウディアからの手紙（日本海テレビジョン放送）
21. こ・わ・れ・る～小児病棟1年の報告～（南海放送）
22. NHKスペシャル・ハンセン病　隔離はこうして続けられた（NHK福岡放送局）、原発の村・刈羽の反乱～ラピカ事件とプルサーマル住民投票～（新潟放送）
（2002年一時休止）
23. NHKスペシャル　原爆の絵（NHK広島放送局）
24. わしも‘死の海’におった ～証言・被災漁船50年目の真実～（南海放送）
25. 井上家の裁判 ～国と闘い続ける中国残留孤児家族～（熊本放送）
26. NHKスペシャル「ひとり 団地の一室で」（NHK放送センター・報道局）
27. 約束～日本一のダムが奪うもの～（東海テレビ放送）
28. 映像'07・夫はなぜ、死んだのか ～過労死認定の厚い壁～（毎日放送）
29. SBSスペシャル　日本兵サカイタイゾーの真実～写真の裏に残した言葉～（静岡放送）
30. 笑ってさよなら　～四畳半下請け工場の日々～（中部日本放送）
31. NHKスペシャル・果てなき苦闘　巨大津波　医師たちの記録（NHK放送センター・報道局、NHK仙台放送局）
32. NHKスペシャル・イナサがまた吹く日～風寄せる集落に生きる～（NHK仙台放送局）
33. 死の棘～じん肺と闘い続ける医師～（静岡放送）
34. NHKスペシャル　里海SATOUMI　瀬戸内海（NHK広島放送局）[6]
35. ウォッチン！プラスSP 海風に舞う 石巻・十三浜 神楽とともに生きる人々（東北放送）

## 映像祭のスケジュール
2015年度は関西大学千里山キャンパスを中心とした吹田市各地で行われる。
- 初日　最終審査結果発表と贈賞式、グランプリ受賞作品上映会、記念講演、シンポジウム
- 2日目　ワークショップ（分科会）
- 2-6日目　受賞・参加作品上映会（各賞受賞作品、並びに1次審査合格作品を順次上映）
- 最終日　テーマ講演・パネルディスカッション、およびそのテーマに関する映像作品の上映会

## 関連書籍
- 映像が語る「地方の時代」30年（岩波書店　2010年、本映像祭第30回記念大会開催に寄せて出版、2015年重版 ISBN 400022283X ）